# Purmerend

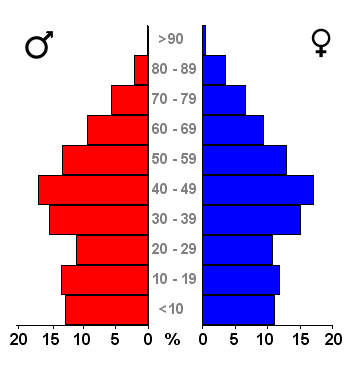
Tháp dân số Purmerend.

Purmerend là một đô thị của Hà Lan. Purmerend thuộc tỉnh Noord-Holland ở nửa phía bắc Hà Lan. Purmerend có diện tích đất 24,56 km2, dân số năm 2010 là 78.846 người.